# Rikiya Kawamae
Rikiya Kawamae (川前 力也 Kawamae Rikiya?), född 20 augusti 1971 i Kagawa prefektur, är en japansk före detta fotbollsspelare.
Kawamae började sin karriär 1990 i Yanmar Diesel (Cerezo Osaka). Efter Cerezo Osaka spelade han för Sagan Tosu, Mito HollyHock och ALO's Hokuriku. Han avslutade karriären 2006.